# نیکولا آموروسو
نیکولا آموروسو (انگلیسی: Nicola Amoruso؛ زادهٔ ۲۹ اوت ۱۹۷۴) بازیکن فوتبال اهل ایتالیا است.
از باشگاه‌هایی که در آن بازی کرده‌است می‌توان به باشگاه فوتبال رجینا، باشگاه فوتبال پروجا، باشگاه فوتبال مودنا، باشگاه فوتبال تورینو، باشگاه فوتبال مسینا، باشگاه فوتبال یوونتوس، باشگاه فوتبال پارما، باشگاه فوتبال روبور سیه‌نا، باشگاه فوتبال پادوا، باشگاه فوتبال سمپدوریا، باشگاه فوتبال آتالانتا، باشگاه فوتبال کومو، و باشگاه فوتبال ناپولی اشاره کرد.